# 福建省奥林匹克体育中心
福建省奥林匹克体育中心，简称省体育中心、省体，是一个位於中华人民共和国福建省福州市鼓楼区华大街道的多用途體育館，也是福建省最大的体育运动场馆。目前主要用于足球比赛。福建省奥体中心体育场占地约450亩，体育场内装有近2.3万个中空吹塑座椅。

## 歷史
該體育場於1986年开工建设，1989年投入使用，2009年为迎接中华人民共和国第五届特殊奥林匹克运动会进行了改造。2013年福建省奥林匹克体育中心健身跑道变收费停车场，引發市民质疑和媒體關注。

## 场馆

### 体育场[5]
位于省体南侧，总用地面积14.44万平方米，建筑面积3.66万平方米，内场地面积约2.47万平方米，室外场地面积3.25万平方米，可容纳3万名观众。场地中心是符合国际比赛要求的足球场和塑胶田径跑道以及560米的环型塑胶风雨跑道。

### 体育馆[6]
位于省体东北侧，占地面积104亩，建筑面积30254平方米。分为主馆和训练馆，主馆场地1890平方米，可容纳观众8000人；训练馆场地1920平方米。
馆区建有地下室和人防设施，设有残疾人通道和运送电梯。

### 游泳馆[7]
位于省体西北侧，场馆于2000年5月竣工，投资总额9727万元，占地3万平方米，建筑面积14326平方米。游泳馆于2020年底启动自建馆以来最大规模的维修改造，并于2021年4月13日起重新对外开放。

### 健身广场[9]
建有室外灯光篮球场7片、健身舞、体育舞蹈、棋牌区共五项免费对外开放项目和五人制足球场、七人制足球场、篮球场等三项收费项目。

### 网球馆[10]
位于省体西侧，建筑面积5720平方米，按承办国际级赛事标准建有2片室内网球场、1片室外赛场地和7片场地。